# طيار آلتي قولاج
طيار آلتي قولاج (بالتركية: Tayyar Altıkulaç)‏ (و. 1938) هو الرئيس الثالث عشر لرئاسة الشؤون الدينية التركية، وهو عضو برلماني في إسطنبول عن حزب العدالة والتنمية (تركيا) هو أحد أعضائه المؤسسين. وهو محقق وباحث في مجال الدراسات القرآنية.

## مناصب
- نائب رئيس الشؤون الدينية (15 يوليو 1971 - 7 سبتمبر 1976)
- M.E.B. التربية الدينية المديرية العامة (7 سبتمبر 1976 - 2 نوفمبر 1977)
- M.E.B. عضو مجلس التربية والتعليم (2 نوفمبر 1977-9 فبراير 1978)
- الشؤون الدينية (9 فبراير 1978 - 10 نوفمبر 1986)

## أعمال بارزة
- المصحف الشريف المنسوب إلى عثمان بن عفان (نسخة طوبقابي سراي)، 2007م.
- المصحف الشريف المنسوب إلى عثمان بن عفان (نسخة متحف الآثار التركية والإسلامية)، 2007م.
- المصحف الشريف المنسوب إلى عثمان بن عفان (نسخة المشهد الحسيني)، 2009م.
- المصحف الشريف المنسوب إلى علي بن أبي طالب (نسخة صنعاء)، 2011م.

## الروابط الخارجية
- الشؤون الدينية